# Údolský potok
Údolský potok (německy Gelobtbach) je potok pramenící u obce Stožec na Šumavě, v povodí Vltavy, Jihočeském kraji, okrese Prachatice, NP Šumava. Je to pravostranný přítok Studené Vltavy. Převážná část jeho toku je vedena po česko-německé státní hranici. Je dlouhý 2,5 km. Potok teče víceméně severozápadním směrem po česko-německé státní hranici, během svého toku nepřibírá žádný přítok, v Novém Údolí se z pravé strany vlévá do Studené Vltavy. Na jeho toku je hraniční přechod Stožec-Haidmühle.